# Федеріко Бузіні
Федеріко Бузіні (італ. Federico Busini, 30 вересня 1901, Падова — 21 березня 1981, там само) — італійський футболіст, що грав на позиції нападника.
Виступав, зокрема, за клуби «Падова» і «Болонья». Чемпіон Італії.

## Клубна кар'єра
Виступав у клубі «Падова», що виступав у Північній лізі чемпіонату Італії. Найкращим результатом команди в роки виступів Бузіні було друге місце в групі А (учасники ділились на дві групи, а переможці груп визначали чемпіона Північної ліги) у сезоні 1923/24. В клубі також виступав його брат Антоніо Бузіні.
В 1927 році обидва брати перейшли в команду «Болонья». Федеріко грав у складі «Болоньї» до 1930 року. Здобув з командою титул чемпіона Італії в 1929 році. Зіграв 17 матчів, у яких забив 3 голи.
Після «Болоньї» у 1930-х роках двічі повертався у «Падову», а також грав у клубах «Верона», «Венеція» і «Марцото» (Вальданьо).

## Титули і досягнення
- Чемпіон Італії (1):

«Болонья»: 1928–1929